# 林柳三郎
林 柳三郎（はやし りゅうさぶろう、1888年（明治21年）1月26日 - 1942年（昭和17年）4月5日）は、大日本帝国陸軍軍人。最終階級は陸軍中将。

## 経歴
1888年（明治21年）に愛知県で生まれた。陸軍士官学校第22期、陸軍大学校第31期卒業。1931年（昭和6年）3月に陸軍省兵務局防備課高級課員に就任し、1933年（昭和8年）8月1日に陸軍工兵大佐進級と同時に工兵第10大隊長に着任。1935年（昭和10年）8月に工兵監部部員に転じ、1937年（昭和12年）3月に陸軍省兵務局防備課長に着任。
同年11月1日に陸軍少将進級と同時に陸軍工兵学校幹事に着任。1939年（昭和14年）8月に陸軍工兵学校長となり、1940年（昭和15年）8月に工兵監に着任したが、在職中の1942年（昭和17年）4月5日に死去。

## 栄典
勲章等
- 1940年（昭和15年）8月15日 - 紀元二千六百年祝典記念章[3]